# Sean Keenan
Sean Martyn Rex Keenan (nascido em 18 de janeiro de 1993) é um ator australiano, mais conhecido por seu papel titular na série de televisão infantil Lockie Leonard e por seu papel como Gary Hennessey na série de televisão Puberty Blues.
Em 2011, Keenan apareceu em várias séries de televisão, incluindo Cloudstreet. Ele tem um papel no filme Drift de 2013.
Keenan nasceu e cresceu na cidade de Busselton, na Austrália Ocidental, e mais tarde mudou-se para Sydney. Ele tem uma irmã gêmea, Lily.

## Filmografia

### Teatro
| Ano  | Título | Personagem | Notas           |
| ---- | ------ | ---------- | --------------- |
| 2019 | Così   | Lewis      | Papel principal |

### Cinema
| Ano  | Título                         | Personagem       | Notas          |
| ---- | ------------------------------ | ---------------- | -------------- |
| 2013 | Drift                          | Jovem Andy Kelly |                |
| 2013 | Breathe                        | Rowan            | Curta-metragem |
| 2015 | Strangerland                   | Steve Robertson  |                |
| 2015 | Is This the Real World         | Mark             |                |
| 2016 | Hard Target 2                  | Tobias Zimling   | Vídeo          |
| 2017 | Australia Day                  | Dean Patterson   |                |
| 2019 | True History of the Kelly Gang | Joe Byrne        |                |
| 2020 | Jake's 7th Birthday            | Jake             | Curta-metragem |
| 2021 | The Power of the Dog           | Sven             |                |
| 2021 | Nitram                         | Jamie            |                |

### Televisão
| Ano       | Título         | Personagem               | Notas                                    |
| --------- | -------------- | ------------------------ | ---------------------------------------- |
| 2007–2010 | Lockie Leonard | Lachlan "Lockie" Leonard | Papel principal                          |
| 2011      | Cloudstreet    | Ted Pickles              | Minissérie de TV                         |
| 2012–2014 | Puberty Blues  | Gary Hennessey           | Papel principal                          |
| 2013      | Dance Academy  | Jamie                    | Papel recorrente                         |
| 2015–2019 | Glitch         | Charlie Thompson         | Papel principal                          |
| 2015      | Shit Creek     | Justin Morrison          |                                          |
| 2016      | Hunters        | Pablo                    | Episódio: "Pretending to See the Future" |
| 2016      | Hoges          | Jovem Paul Hogan         | 1 episódio                               |
| 2017      | Newton's Law   | Johnny Allbright         | Papel recorrente                         |
| 2017      | Wake in Fright | John Grant               | Papel principal                          |
| 2022      | Barons         | Bill "Trotter" Dwyer     | Papel principal                          |
| 2022      | Bali 2002      | Jason McCartney          | 4 episódios                              |
| 2023      | No Escape      | Denny                    | 7 episódios                              |
| 2024      | Exposure       | Raffa                    | 5 episódios                              |